# 1829 aux échecs
| Années des échecs : 1826 - 1827 - 1828 - 1829 - 1830 - 1831 - 1832    |
| Décennies des échecs : 1790 - 1800 - 1810 - 1820 - 1830 - 1840 - 1850 |

Cet article présente les faits marquants de l'année 1829 aux échecs.

## Événements majeurs
- Le Turc mécanique est exposé à New York[1].
- James Cochrane et Ghulam Kassam publient ‘’Analysis of the Muzio Gambit’’, à Madras. Il s’agit du premier livre consacré intégralement à une seule ouverture[1].

## Matchs amicaux
Deux matchs par correspondance débutent entre les clubs allemands de Berlin et de Breslau, il va durer jusqu’en 1833.

## Divers
- 2 avril : Création de la Société des échecs de Berlin, le plus vieux club d'échecs allemand toujours en activité.

## Naissances
- janvier : Frederick Deacon, joueur belgo-britannique[1].
- 14 février : Jean Dufresne joueur, problémiste et auteur échiquéen allemand[1].
- baptisé le 21 avril 1829 (né en 1828 ou 1829) : Alfred Crosskill, analyste de finales[1].
- Theodor Lichtenhein